# 緻藍天

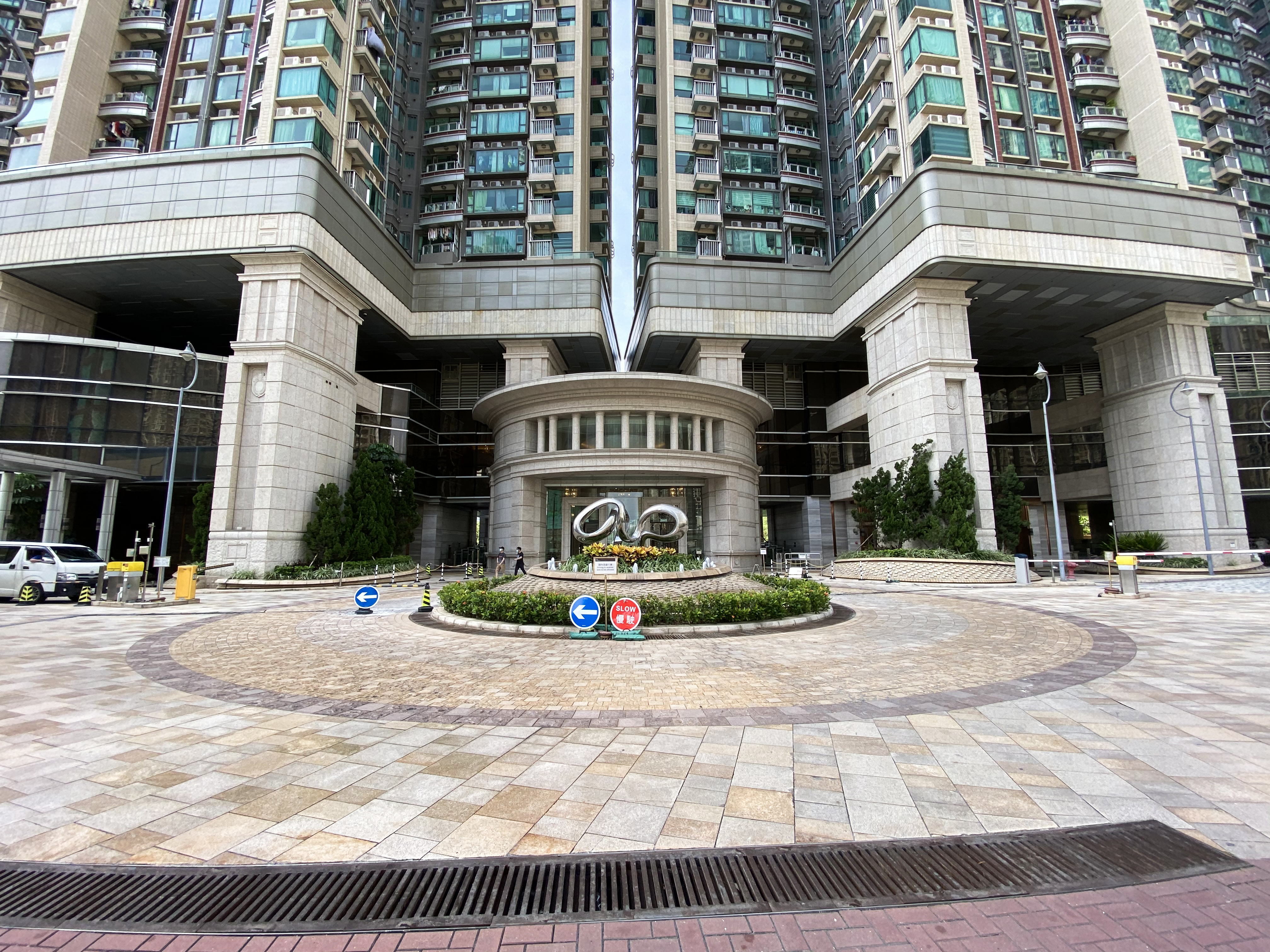
大廈入口

緻藍天（英語：Hemera）是一個香港新界將軍澳東南部的私人屋苑，是港鐵大型臨海住宅區日出康城第3期，由長江實業、南豐集團及港鐵公司共同發展（而本項目是兩鐵合併前，地鐵公司最後一個批出的上蓋發展項目，但簽約時已易名為港鐵公司；而九鐵最後一個批出上蓋項目為屯門站瓏門），建築師為馬梁建築師事務所，於2015年12月底落成及入伙，合共提供1,648個三房及四房單位。緻藍天位於港鐵康城站上蓋，是日出康城首四期之中最鄰近港鐵站的一期，項目每呎管理費約$3.3。
屋苑英語名稱Hemera源於古希臘神話中之"白日女神"ἡμέρα，對應中文日出康城名稱，是長和，南豐及港鐵首個以古希臘語命名的住宅發展項目。

## 單位
緻藍天由4座樓高52至58層的大廈組成，4座物業分別為1座（鑽岸）、2座（翠堤）、3座（珀峰）及5座（晶巒）。每座分左翼及右翼，各設獨立電梯大堂，每座共設6部電梯，所有樓宇採用東芝公司升降機，其中一部可直達停車場及卸貨區。每座左右翼各有四伙。分層單位實用面積680至1,142平方呎，全為三房單套房至四房連雙套房單位，不設任何連花園、連平台、連天台或複式戶。
景觀方面，緻藍天位處日出康城大單邊，其中A及B室可享將軍澳海灣海景及將軍澳市景，更可遠眺西貢海景及清水灣山景，C及D室面向第一期首都，並可享藍塘海峽景觀。
值得一提的是，緻藍天是日出康城首個將露台及工作平台分拆的項目，亦是日出康城首個提供四房連雙套房特大單位的項目，四房雙套單位分別設於一座LA、LB室及五座RB室。
各座有獨立名稱，分別以英文命名：
- 第一座鑽岸 Diamond
- 第二座翠堤 Emerald
- 第三座珀峰 Amber
- 第五座晶巒 Topaz

## 設施

### 住客會所
緻藍天會所稱為Club Opera，名字靈感源自義大利歌劇院，總面積為6.3萬平方呎。會所佔地3層，會所設施共有59項設施，包括健身室、宴會廳、電影院、室內游泳池、兒童遊樂場、桑拿室、蒸氣室、音樂室、閱讀室等，其中室內恆溫池附設暖水按摩池。緻藍天入口大堂樓高達38米，以歐洲古典宮庭式設計，並有4萬方呎綠化園林。會所設施最終延遲5個月至12個月啟用。其中室內泳池入伙至2016年11月11日才投入服務。但港鐵早在2016年7月已聘請救生員，4個月間料枉付逾40萬元。

### 幼稚園
一個提供9間課室的幼稚園。

## 開售
日出康城緻藍天於2015年3月底開放示範單位，已累積接獲近1.4萬個認購登記，超額登記17.7倍，成為新地在2002年開售馬灣珀麗灣1期錄得16,123個認購登記後，香港13年來收票最多新盤。項目在4月4日推售740伙，早上10時已有排隊人龍，龍頭由紅磡置富都會商場穿過天橋，延至龍尾所在的港鐵紅磡站毗鄰巴士站。4月11日發售第二批392伙。到4月19日發售第三批516伙。緻藍天全盤1,648伙短短兩周全部獲承接，為一手住宅物業銷售條例2013年4月實施以來，賣樓速度最快的樓盤，估計套現逾130億元。及後，由於有兩個單位「撻訂」，發展商安排在2018年5月招標再出售相關單位，目前已售出。

## 事件及爭議

### 工業意外和欠薪風波
緻藍天在2013年興建時曾發生工業意外和欠薪風波， 2013年10月，一名54歲地盤工人在日出康城第三期地盤由高處墮下，傷重死亡。到11月，地盤二判巨濤因被安保拖欠700萬工程費用，無力向工人支付合共200萬元薪金，工人罷工堵塞馬路，後來更坐旅遊巴到皇后大道中長江中心樓下示威，惟長實指風波源於二判與安保之間的勞資糾紛。

### 外牆磚脫落
2015年12月，資深驗樓師詹濟南指最離譜外牆瓷磚徒手可「搣甩」，若瓷磚由高處跌落街，隨時成為「死亡陷阱」。他表示：「最擔心牆身豎直的瓷磚剝落，跌落街，咁扑得死人......下次來驗樓，一定行騎樓底，帶鋼頭盔！」。

### 涉嫌濫收業主泥頭費
2016年12月，《蘋果日報》報道，為「緻藍天」提供清潔服務的勞氏清潔服務有限公司涉嫌濫收業主天價泥頭費，收費是市價的2.5倍，涉事的勞氏清潔公司已賺取泥頭費423萬元，港鐵從中額外賺得34萬元經理人酬金。港鐵發言人對事件高度關注，「對屋苑清潔服務供應商的聘用、監察向來有嚴謹程序，會根據公開、公平、公正的既定程序就清潔服務進行招標。」緻藍天業委會批評港鐵並無公開招標，任由清潔公司徵收天價泥頭費，亦無監察運作。

### 「豆腐渣」單位 樓板露鋼筋 地台藏發泡膠
有業主於2016年1月收樓時發現單位主人房、客房、客廳、露台及外牆多處問題，如滲水和磚塊鬆動。其中主人房樓板更有鋼筋外露，即使發展商長實不斷執修仍未能解決。業主卻決定自行租樓、再寄住朋友家，不過因租金負擔太重下，搬回有問題的單位，惟單位內執修工程從未停止。西貢區議員張美雄引述陳先生指，曾多次去信港鐵及發展商長實，要求三方會談商討執修及賠償，但對方一直採「拖字訣」未能成事。業主陳先生到2018年7月發現主人房地台與牆身之間有2吋厚發泡膠，懷疑有人偷工減料。區議員去信屋宇署求助，派人視察單位後，確認主人房樓板有空隙及鋼筋外露，相信是澆灌混凝土未能填補所有空隙所致，但由於沒有相關施工紀錄，所以未能確定問題成因及跟進，建議業主循法律途徑追討。
業主一家六口、包括3名年幼子女在8月12日起在港鐵總部無限期靜坐抗議，要求港鐵善後及賠償。西頁區議員張美雄亦有參與靜坐。
港鐵發言人回覆稱十分關注相關單位的執修事宜，一直積極與發展商跟進，指公司8月初曾到單位視察，與業主會面以了解情況及進行雙向溝通，同時敦促發展商盡快跟進，盼能早日解決事情。

### 漏水要求執漏不果　業主反被控「毆打致他人受傷」
2019年1月，業主陳先生及莫小姐因其單位漏水問題一直未解決，到港鐵總部示威，期間有保安員用腳阻攔裝有大聲公的手推車。兩小時後，有救護車及警察到場，將保安員送院檢查，發現其右腳有「兩厘米損傷」，警方以「襲擊致造成實際身體傷害」罪名拘捕業主陳先生。

## 興建圖片

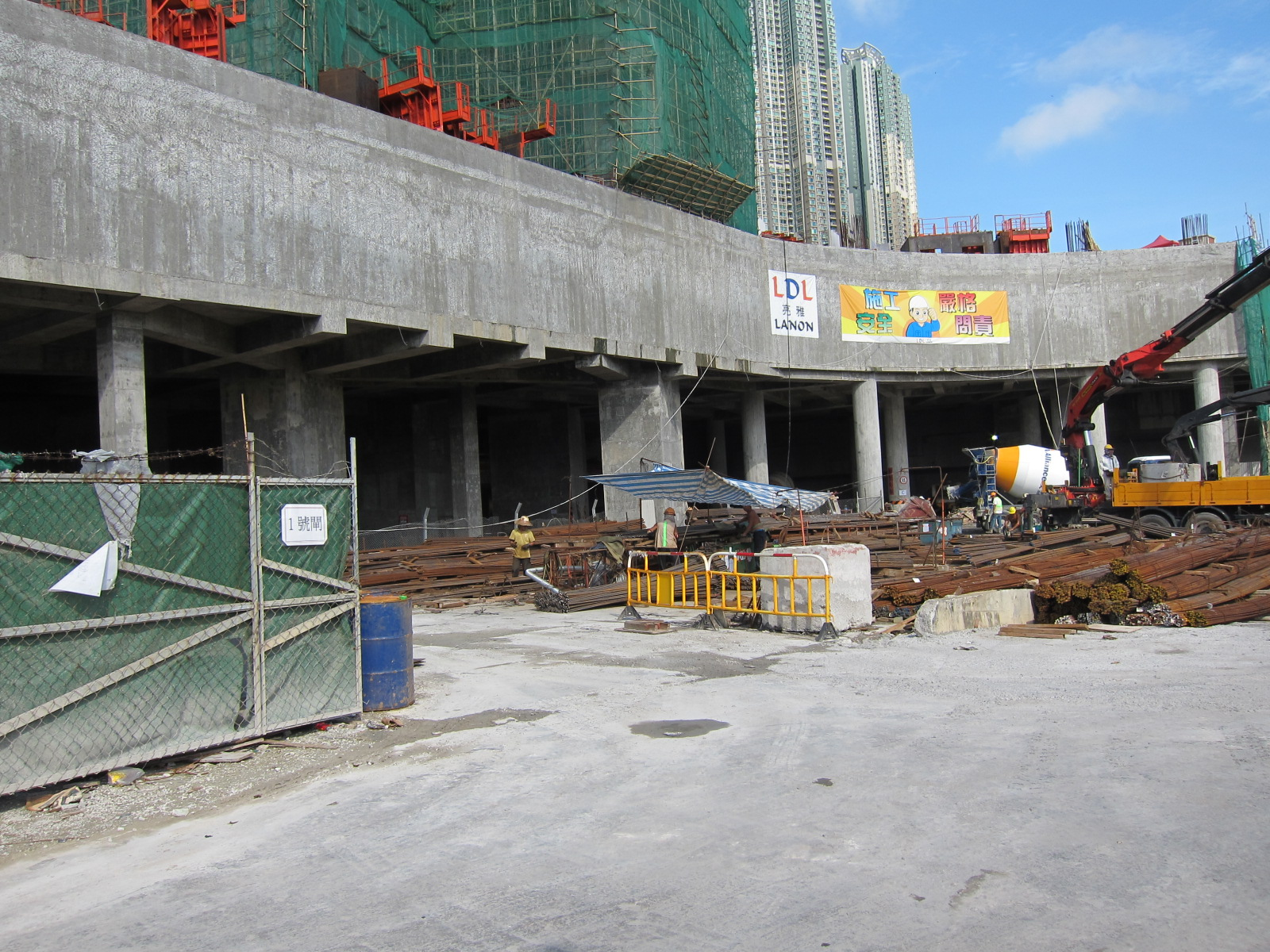
2012年6月
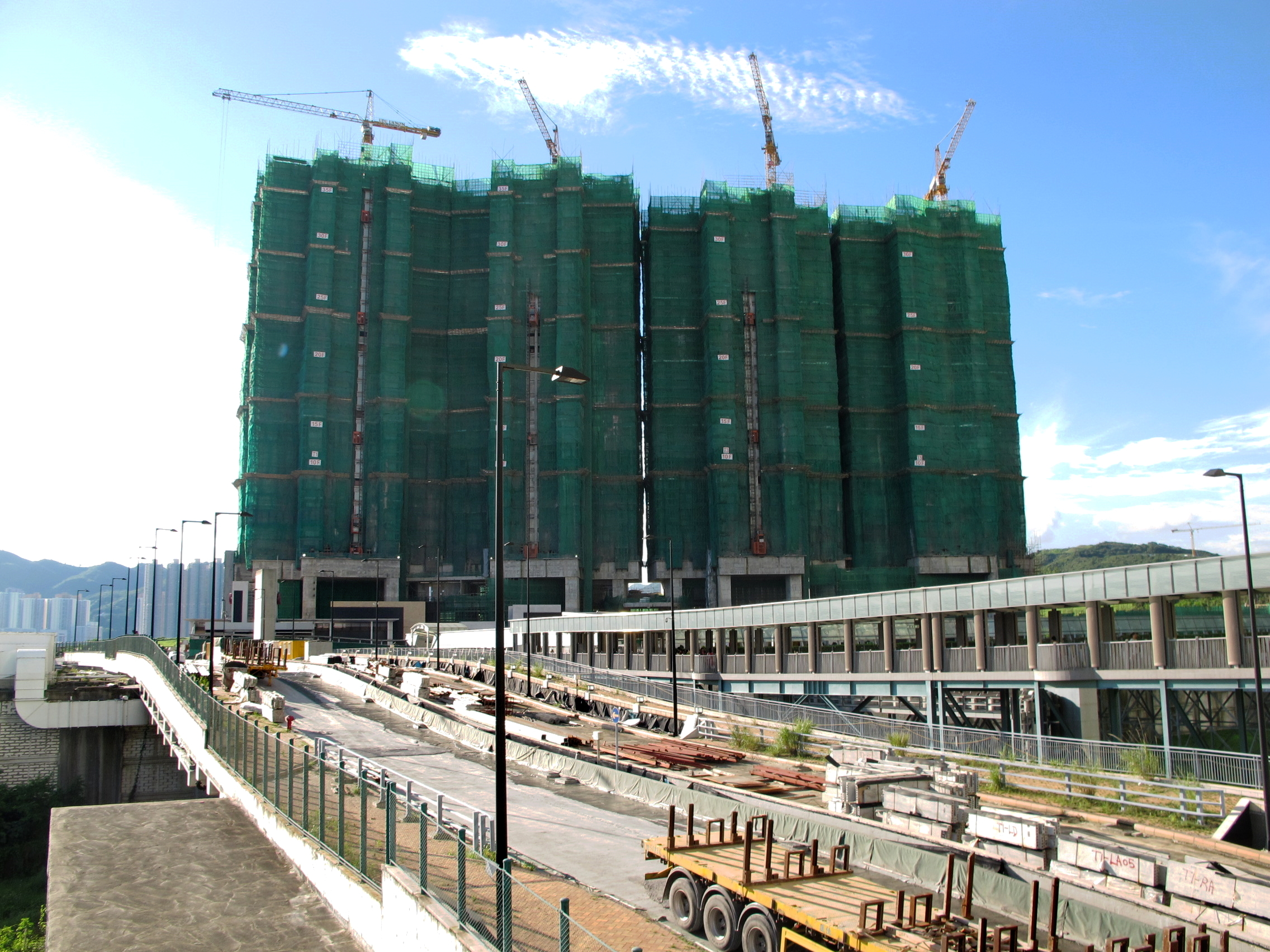
2013年5月
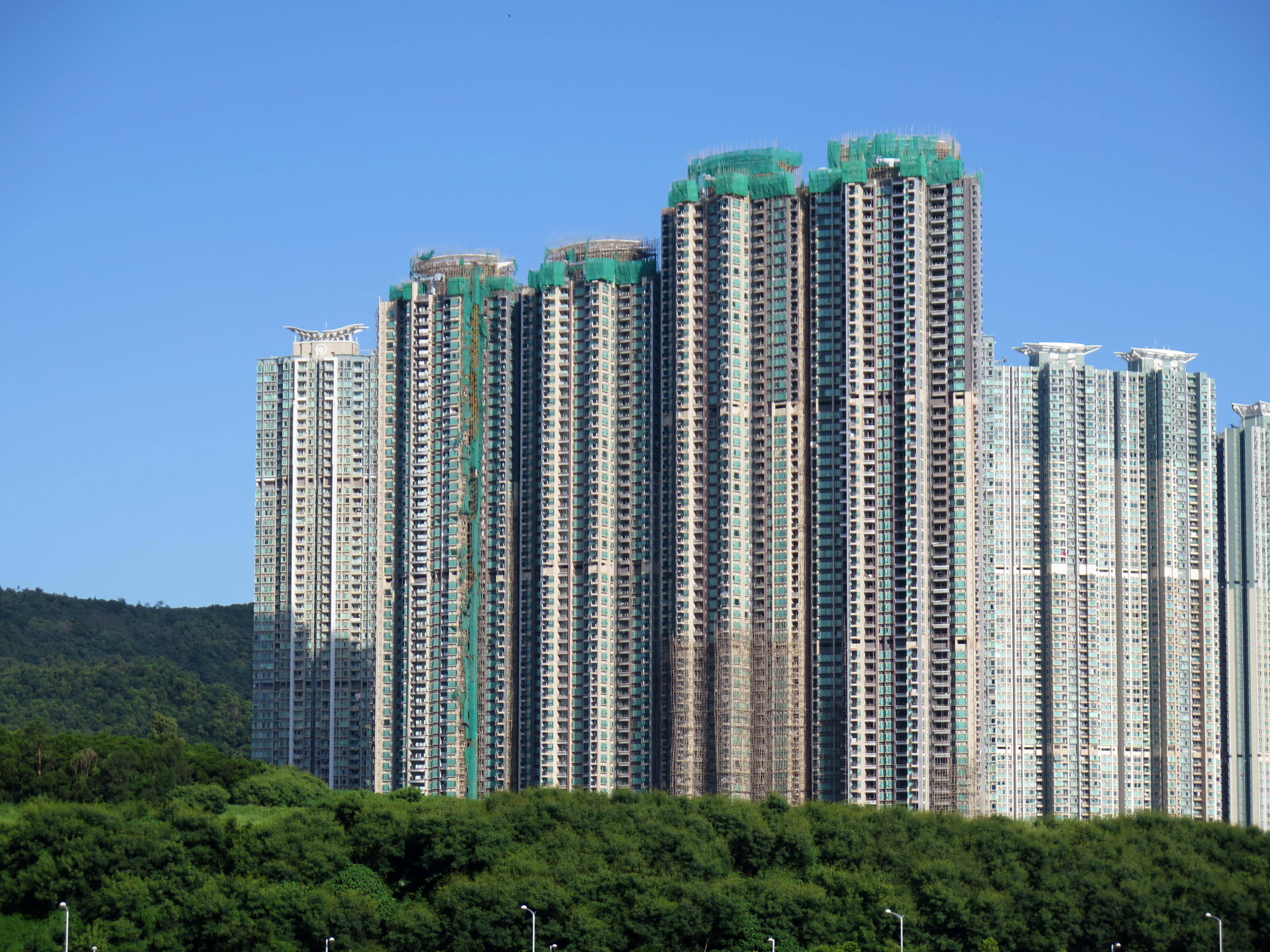
2014年8月
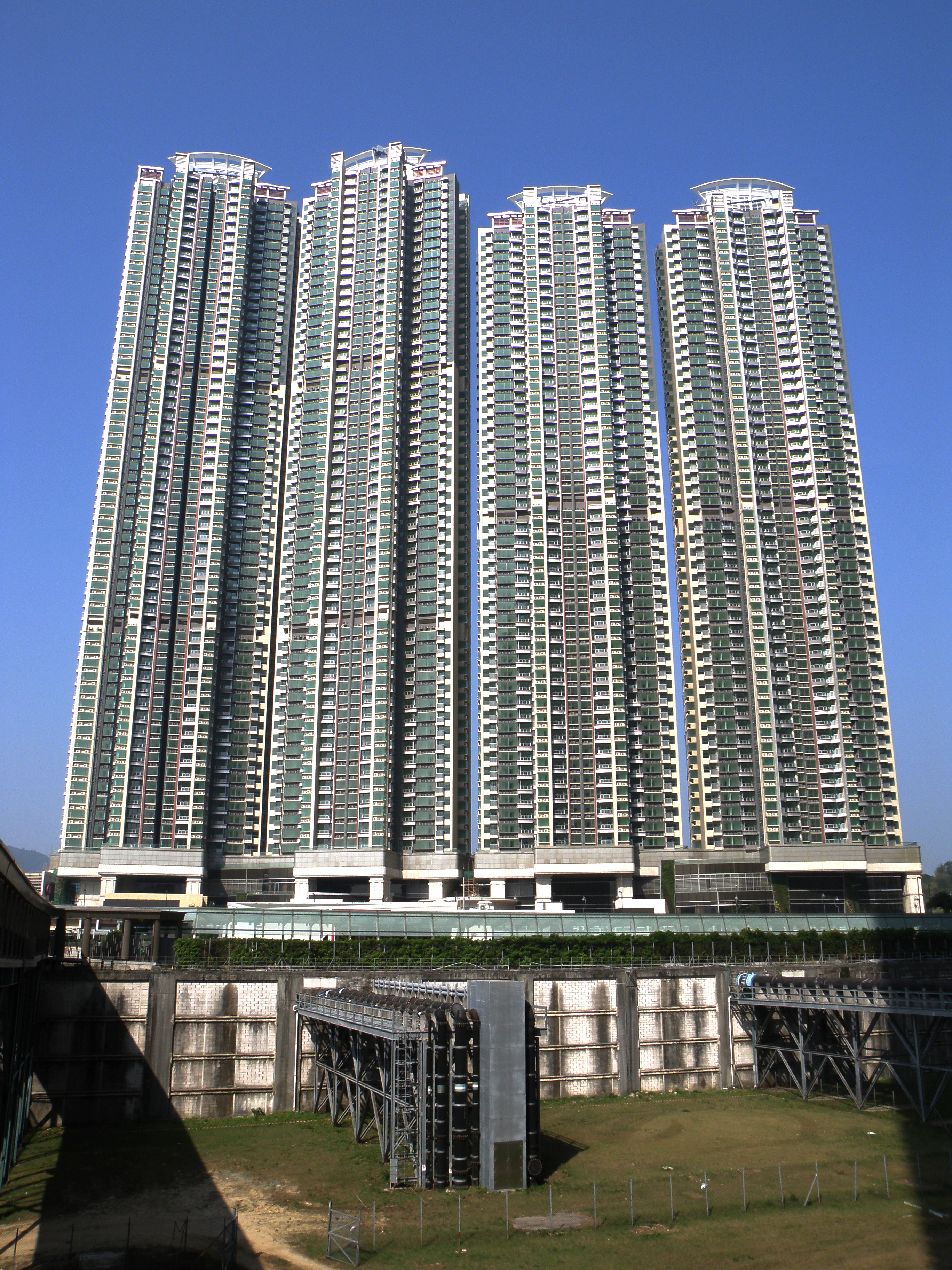
2015年12月

## 交通
參考日出康城#交通

## 風景
- 藍塘海峽
- 將軍澳華人永遠墳場
- 照鏡環山
- 小西灣
- 柴灣
- 杏花邨
- 將軍澳市中心
- 銀線灣
- 清水灣

## 鄰近地方
- 日出公園
- 擬建東華三院群芳啟智學校
- 港鐵康城站
- 康城站公共運輸交匯處
- The LOHAS 康城
- 峻瀅
- 康城路
- 日出大道
- 將軍澳南海濱長廊
- 將軍澳工業邨
- 百勝角
- 將軍澳跨灣連接路

## 外部連結
- 緻藍天-日出康城業主討論區
- 長江實業（页面存档备份，存于）
- 港鐵公司[永久]

22°17′38″N 114°16′20″E / 22.2940°N 114.2723°E